# Слупецкий, Лешек Павел
Лешек Павел Слупецкий (пол. Leszek Paweł Słupecki; род. 1956) — польский историк, специализирующийся на истории и археологии Средних веков и истории язычества, прежде всего скандинавского; преподаватель.

## Биография
Родился в 1956 году. Получил высшее образование в области истории. В 1990 году в Институте истории материальной культуры (ныне — Институт археологии и этнологии) Польской академии наук получил учёную степень доктора гуманитарных наук в области истории по специальности «Архивистика» на основе работы Organizacja przestrzeni sakralnej u Słowian zachodnich w okresie wczesnego średniowiecza przed przyjęciem chrześcijaństwa, руководителем которой был профессор Станислав Табачиньский. В 1999 году в этом же учреждении получил учёную степень хабилитированного доктора гуманитарных наук в области истории по специальности «История Средневековья» на основе работы Wyrocznie i wróżby pogańskich Skandynawów. Studium do dziejów idei przeznaczenia u ludów indoeuropejskich.
Профессионально связан был изначально с Институтом археологии и этнологии ПАН, где он получил все учёные степени, а затем с Институтом истории на Гуманитарном факультете Академии Подляской, преобразованного в Естественно-гуманитарный университет в Седльце. В настоящее время является ординарным профессором и руководителем кафедры средневековой истории и нордистики в Жешувском университете. В 2005 году ему присвоено звание профессора гуманитарных наук.

## Монографии
- Wojownicy i wilkołaki = Wilkołactwo, Warszawa 1994.
- Slavonic pagan sanctuaries, Warsaw 1994.
- Wyrocznie i wróżby pogańskich Skandynawów: studium do dziejów idei przeznaczenia u ludów indoeuropejskich, Warszawa 1998.
- Mitologia skandynawska w epoce wikingów, Kraków 2003, 2006.
- Bogowie i ich ludy: religie pogańskie a procesy tworzenia się tożsamości kulturowej, etnicznej, plemiennej i narodowej w średniowieczu: II Kongres Mediewistów Polskich, Lublin, 19-21 września 2005 roku, red. L. P. Słupecki, Wrocław 2008.
- Between Paganism and Christianity in the North, red. L. P. Słupecki, J. Morawiec, Rzeszów 2009.